# 픽셀 9
픽셀 9, 픽셀 9 프로 및 픽셀 9 프로 XL은 구글 픽셀 제품군의 일부로 구글에 의해 설계, 개발 및 마케팅된 안드로이드 스마트폰 그룹이다. 그들은 각각 픽셀 8 및 픽셀 8 프로의 후속 제품 역할을 한다. 재설계된 외관을 자랑하고 4세대 구글 텐서 시스템 온 칩에 의해 구동되는 이 전화기는 제미니 브랜드의 인공 지능 기능과 크게 통합되어 있다.
픽셀 9, 픽셀 9 프로, 픽셀 9 프로 XL은 2024년 8월 13일 연례 메이드 바이 구글 행사에서 공식 발표되었으며, 8월 22일과 9월 4일에 미국에서 출시될 예정이다.